# ロアール・ストラン
ロアール・ストラン（Roar Strand, 1970年2月2日 - ）は、ノルウェー・トロンハイム出身の元サッカー選手。元ノルウェー代表。現役時代のポジションはMF。エリテセリエン最多出場記録保持者および最多リーグ優勝経験者。

## クラブ経歴
トロンハイムに生まれたストランは、1989年のデビュー以降から2010年に引退するまでの間で1993年のモルデFKへの期限付き移籍を除いてローゼンボリBK一筋でプレー。ポジションは主にミッドフィルダーをしており、たまにウィングやウィングバックでプレーした。ローゼンボリでは国内リーグ戦16度（11度連続）、カップ戦5度の優勝を経験しており、国内大会で600試合以上に出場し、21季連続でトップリーグの舞台で得点を挙げた。UEFAチャンピオンズリーグのでは11度71試合、予選を含めると100試合に出場した。また、国内リーグ最多出場記録保持者である。
2008年9月21日の日曜日にハムカム戦で国内リーグ出場数400試合を達成し、2009年4月19日の日曜日には国内リーグ戦、国内カップ戦、欧州カップ戦、ロイヤルリーグの全公式戦含めてローゼンボリで600試合を達成した。また、トップリーグの舞台で21季連続得点を挙げたことでマンチェスター・ユナイテッドFCのライアン・ギグスと共に欧州のシーズン連続得点記録を保持しており（後にギグスは23まで更新）、世界的に見るとペレに並ぶ記録であり、ロマーリオの23シーズンに次ぐものであった。
2009年9月17日にーゼンボリBKとの契約を1年延長し、2010年に現役引退をした。

## 代表経歴
1986年から1989年まで各世代別代表を経験し、1990年からU-21代表で10試合6得点を記録した。A代表としては、1994年6月5日に1994 FIFAワールドカップ・ヨーロッパ予選のスウェーデン戦（0-2敗北）で初出場を飾り、本戦の一員に選出されたが、出番は訪れなかった。その後は、2003年に代表引退するまでの間で1998 FIFAワールドカップとUEFA EURO 2000に出場。ノルウェー代表通算42試合4得点を記録した。

## 代表歴

### 出場大会
- ノルウェー代表
  - 1994 FIFAワールドカップ
  - 1998 FIFAワールドカップ

### 試合数
- 国際Aマッチ 42試合 4得点（1994年-2003年）[6]

| ノルウェー代表 | 国際Aマッチ | 国際Aマッチ |
| 年             | 出場        | 得点        |
| -------------- | ----------- | ----------- |
| 1994           | 1           | 0           |
| 1995           | 0           | 0           |
| 1996           | 0           | 0           |
| 1997           | 0           | 0           |
| 1998           | 10          | 2           |
| 1999           | 6           | 1           |
| 2000           | 12          | 1           |
| 2001           | 6           | 0           |
| 2002           | 4           | 0           |
| 2003           | 3           | 0           |
| 通算           | 42          | 4           |

## タイトル
クラブ
ローゼンボリBK
- エリテセリエン : 1990, 1992, 1994, 1995, 1996, 1997, 1998, 1999, 2000, 2001, 2002, 2003, 2004, 2006, 2009, 2010[7]
- ノルウェー・フットボールカップ : 1990, 1992, 1995, 1999, 2003

個人
- クニクセン・アワード（英語版）年間最優秀MF部門 : 1998
- クニクセン・アワード（英語版）名誉賞部門 : 2001